# T. Trilby
T. Trilby foi o pseudônimo de Thérèse de Marnyphac, Mme Louis Delhaye (1875? - 1962?), uma escritora francesa.

## Biografia
Trilby escreveu romances para jovens mulheres entre 1935 e 1961, e seus romances eram eventualmente ilustrados por Manon Iessel. Também utilizava o pseudônimo Marraine Odette.
A biografia de Trilby, assim como um estudo de suas obras, foi feito por Karine-Marie Voyer com o título: Trilby, un auteur à succès pour la jeunesse.

## Obras principais
- Printemps perdu (1919)
- Odette de Lymaille (1922)
- L'Inutile sacrifice (1922)
- Le Transfuge (1923)
- La Roue du moulin (1926)
- Lulu le petit roi des forains (1935)
- Dadou gosse de Paris (1936)
- Moineau la petite libraire (1936)
- Le Petit Roi malgré lui (1936)
- Poupoune au pays des navets (1937)
- Titi la Carotte et sa princesse (1938)
- Une sainte, des démons et Kiki (1938)
- D'un palais rose à une mansarde (1939)
- Coco de France (1940)
- Le Grand Monsieur Poucet (1941)
- Madame Carabosse (1943)
- La Petite Maréchale (1945)
- Florette ou la rivière des parfums (1946)
- La Grande Découverte (1946)
- Totor et Cie (1946)
- Louna la petite Chérifa (1947)
- En avant! (1948)
- La Princesse Mimosa (1949)
- Mälasika, petit prince hindou (1949)
- Au clair de la lune (1950)
- Le Petit Monsieur Vincent (1951)
- Vacances et Liberté (1952)
- Le Capitaine Gribouillard (1953)
- Cordon s'il vous plaît (1955)
- La Messe (1955)
- Kounto et ses amis (1956)
- Paris-Londres (1956)
- Il était un petit chat (1957)
- Pique-la-lune (1958)
- Risque-Tout, Président du Conseil (1958)
- Marion la Vedette (1959)
- Riki demoiselle de la légion d'honneur (1959)
- Leurs excellences Zoupi et Zoupinette (1960)
- Casse-Cou ou la miraculeuse aventure (1961)

## Trilby no Brasil
Diversos livros de Trilby foram publicados no Brasil, a maioria deles pela Companhia Editora Nacional, através da coleção Biblioteca das Moças, entre 1920 e 1960.
Alguns dos títulos, em língua portuguesa:
- Uma Moça de Hoje, volume 19 da Coleção Biblioteca das Moças.
- Sonho de amor, volume 43 da Coleção Biblioteca das Moças.
- Um Coração entre Flores, volume 71 da Coleção Biblioteca das Moças.